# AEP Pafos
Athlitiki Enosi Pafos (řecky: Αθλητική Ένωση Πάφος) byl kyperský fotbalový klub sídlící ve městě Pafos. Klub byl založen v roce 2000 sloučením klubů APOP Pafos a Evagoras Pafos. Zanikl v roce 2014 sloučením s AEK Kouklia FC do nově vytvořeného klubu Pafos FC. Svá domácí utkání hrál klub na stadionu Pafiako s kapacitou 9 394 diváků.

## Poslední soupiska
| Číslo |             | Pozice | Hráč                     |
| ----- | ----------- | ------ | ------------------------ |
| 1     | Maďarsko    | B      | Zsolt Sebők              |
| 2     | Kypr        | O      | Demetris Filippou        |
| 3     | Kypr        | O      | Thomas Ioannou           |
| 4     | Řecko       | O      | Dimitris Ioannou         |
| 5     | Portugalsko | O      | Hugo Coelho              |
| 6     | Kypr        | Z      | Nasos Constantinou       |
| 7     | Kypr        | Z      | Tzortzis Christodoulou   |
| 8     | Kypr        | Z      | Demetris Christofi       |
| 9     | Kypr        | Ú      | Polis Filippou (Kapitán) |
| 10    | Kypr        | Z      | Nicolas Ioannou          |
| 11    | Kypr        | Z      | Fytos Kyriacou           |
| 12    | Kypr        | B      | Giorgos Polykarpou       |

| Číslo |      | Pozice | Hráč                 |
| ----- | ---- | ------ | -------------------- |
| 13    | Kypr | O      | Stefanos Miller      |
| 14    | Kypr | O      | Giannis Georgiou     |
| 15    | Kypr | O      | Rolandos Michael     |
| 16    | Kypr | Z      | Demos Mouzouris      |
| 17    | Kypr | Z      | Christos Xenophontos |
| 18    | Kypr | Ú      | Zacharias Nicolaou   |
| 23    | Kypr | O      | Anthimos Papalouka   |
| 25    | Kypr | Ú      | Andreas Ioannou      |
| 26    | Kypr | Z      | Nicolas Constantinou |
| 27    | Kypr | Z      | Panayiotis Zachariou |
| 31    | Kypr | B      | Andreas Nicolaou     |

## Umístění v jednotlivých sezonách
| Sezóny  | Liga              | Úroveň | Z  | V  | R  | P  | VG | OG | +/− | B    | Pozice |
| ------- | ----------------- | ------ | -- | -- | -- | -- | -- | -- | --- | ---- | ------ |
| 2009/10 | A' katigoría      | 1      | 32 | 9  | 9  | 14 | 39 | 50 | −11 | 36   | 10.    |
| 2010/11 | A' katigoría      | 1      | 32 | 8  | 11 | 13 | 44 | 44 | 0   | 35   | 12.    |
| 2011/12 | B' katigoría      | 2      | 32 | 17 | 4  | 11 | 47 | 34 | +13 | 55   | 3.     |
| 2012/13 | A' katigoría      | 1      | 26 | 4  | 3  | 19 | 17 | 64 | −47 | 3 1  | 14.    |
| 2013/14 | B' katigoría - B1 | 2      | 28 | 6  | 4  | 18 | 24 | 75 | −51 | −8 2 | 8.     |

Poznámky
- 1  Klubu byly kvůli finančním problémům odečteny 3 body.
- 2  Klubu bylo v průběhu sezóny odečteno 30 bodů.

## Čeští hráči v klubu
Zde je seznam českých hráčů, kteří působili v AEP Pafos:
- Martin Kolář